# Miguel Kast

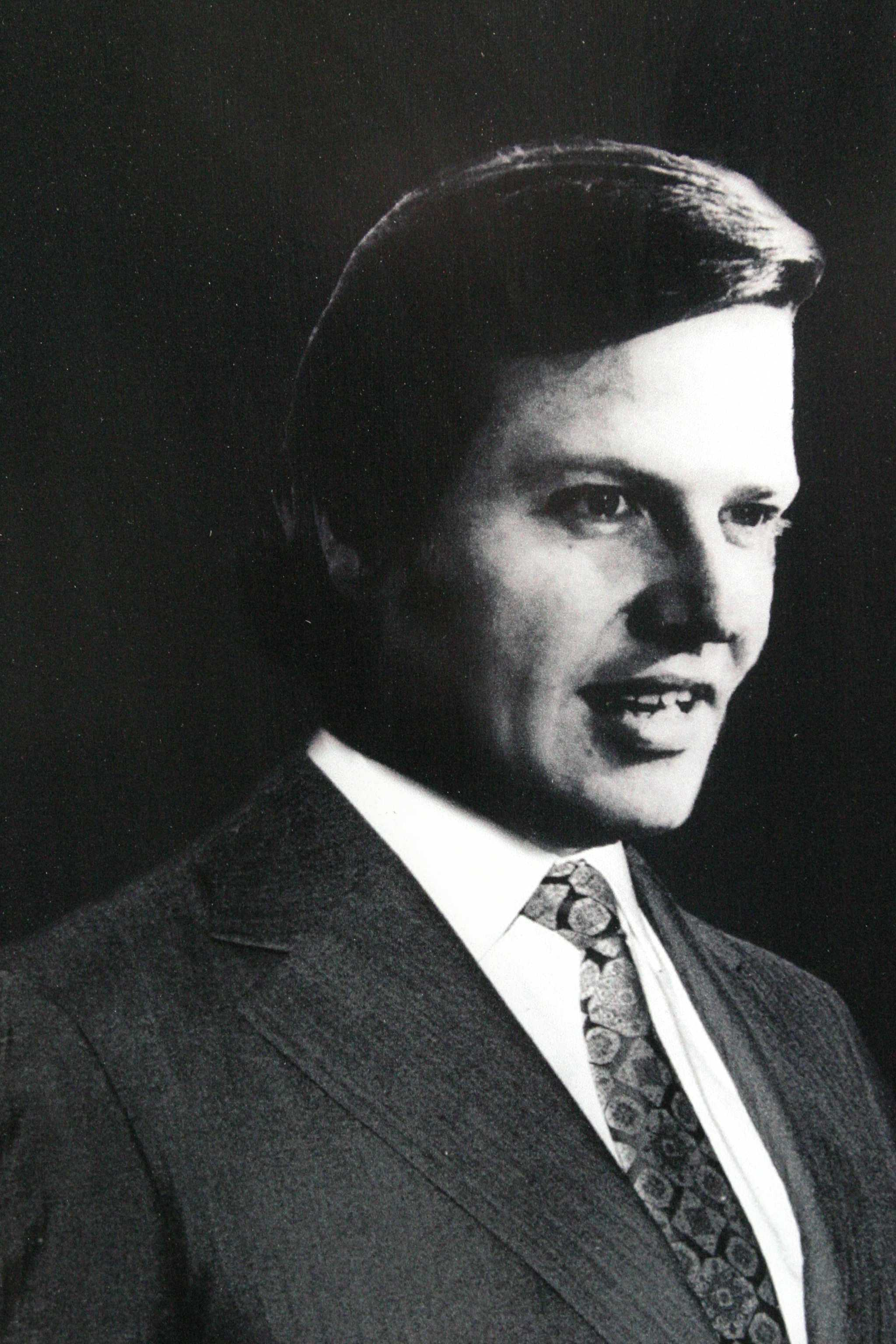
Miguel Kast im Jahr 1982

Michael Kast Rist (* 18. Dezember 1948; † 18. September 1983), gemeinhin bekannt als Miguel Kast, war ein deutscher Wirtschaftswissenschaftler der Chicago-Boys-Gruppe. Er diente als Staatsminister und Präsident der Zentralbank unter der Diktatur von Augusto Pinochet. In seiner Jugend war er Mitglied der Christdemokratischen Partei.

## Kindheit und Studium
Kast wurde als Sohn von Michael Kast und Olga Rist geboren. Sein Vater war ein deutscher Wehrmachtsoffizier und Mitglied der NSDAP, der 1950 aus Deutschland nach Chile floh, nachdem er aus amerikanischer Haft entkommen war. Auf der Flucht hatte er seine Frau Olga Rist kennengelernt.
Kast absolvierte das Studium der Wirtschaftswissenschaften an der University of Chicago mit dem Master-Abschluss.

## Politische Karriere
Nach Abschluss seines Studiums trat Kast 1973 in die staatliche Behörde Odeplan ein, die nach 1973 viele Veränderungen in der öffentlichen Politik und Wirtschaft leitete. Bei Odeplan konzentrierte Kast seine Energie vor allem auf die Erstellung der „Landkarte der extremen Armut“, die zum Eckpfeiler der chilenischen Sozialentwicklungsprogramme werden sollte. 1978 wurde er Leiter von Odeplan und nutzte seine Position, um junge Berufstätige in den Kampf gegen die Armut einzubeziehen, indem er sie dazu brachte, Odeplan beizutreten und sie in die Randregionen des Landes zu schicken, um einen Einblick in die wirklichen Probleme Chiles zu bekommen.
Im Jahr 1980 wurde Kast unter der Militärdiktatur von Augusto Pinochet Arbeitsminister. Im April 1982, im Alter von 33 Jahren, wurde er Präsident der Zentralbank von Chile. Dies war ein komplizierter Moment in der chilenischen Wirtschaft; der Wechselkurs war auf 39 Pesos pro Dollar festgelegt und die großen Wirtschaftsgruppen Chiles hatten Verbindlichkeiten bei ihren eigenen Banken. Als Zentralbanker bemühte er sich um eine Verringerung der verbundenen Kredite, d. h. der Kredite an die Eigentümer der Banken. Er schuf einen Mechanismus namens „Portfolio Sale“, mit dem die Zentralbank risikoreiche Kredite an Geschäftsbanken aufkaufen konnte. Durch die Beibehaltung eines festen Wechselkurses von 39 Pesos pro Dollar hoffte Kast, einheimische Unternehmen zu schützen, die Verbindlichkeiten in Dollar hatten. Die Zentralbehörde sah dies jedoch anders. Am 13. Juni 1982 wurde der Peso abgewertet, was zu einem Verlust an internationalen Reserven führte. Im August 1982 beschloss Kast, den Wechselkurs vollständig freizugeben, was zu einer weiteren Abwertung des Peso und neuen Interventionen der Zentralbehörde führte. Angesichts dieser neuen Gefahr der Instabilität trat Kast am 2. September von der Zentralbank zurück.
Kast zog sich Ende 1982 aus dem Regierungsleben zurück und widmete sich der Geschäftswelt und seiner Professur an der Päpstlichen Katholischen Universität Chiles. Zu dieser Zeit begann er sich unwohl zu fühlen und zeigte Anzeichen von körperlicher Schwäche und ein blasses Aussehen. Im Januar 1983 wurde bei ihm Knochenkrebs diagnostiziert, der ihn am 18. September 1983 das Leben kostete. Er wurde 34 Jahre alt.

## Familie
Kasts Söhne, Felipe und Pablo Kast, sowie Kasts jüngerer Bruder, José Antonio, sind alle im politischen Leben aktiv.